# المجمع المغلق 1958
المجمع المغلق 1958 هو المجمع الموكول بانتخاب بابا الكنيسة الكاثوليكية الجديد بعد استقالة البابا. انعقد مجمع الكرادلة لانتخاب البابا الجديد بدءًا من
25 أكتوبر 1958 وانتهى في 28 أكتوبر 1958. انتُخبَ يوحنا الثالث والعشرون ليكون البابا الجديد للكنيسة.
عُقدَ المجمع في الفاتيكان في 28 أكتوبر 1958.